# 人痘接種法
人痘種痘法（じんとうしゅとうほう）、または人痘接種法（じんとうせっしゅほう）(英：variolation、以下「人痘法 (じんとうほう)」)とは、天然痘（smallpox）に罹患した患者に生じた膿疱（のうほう）や痂皮（かひ）の一部を健常者（この場合は天然痘未感染者）に接種（inoculation）することで天然痘ウイルス（痘瘡ウイルス、英語：variola virus）に対して人工的に免疫を惹起・獲得させる方法であり、人類最初の人工的な予防接種である。人痘法による天然痘予防は古くは紀元前1000年頃のインドですでに試みられており、イギリスのエドワード・ジェンナー（1749年5月17日 - 1823年1月26日）が1796年5月14日に行った牛痘種痘法/牛痘接種法（英語：vaccination、以下「牛痘法」）の有効性が検証され一般的な方法となるまでアジア（特に中国やトルコなど）やアフリカなどで広く行われていた種痘法である。

## 人痘法の歴史

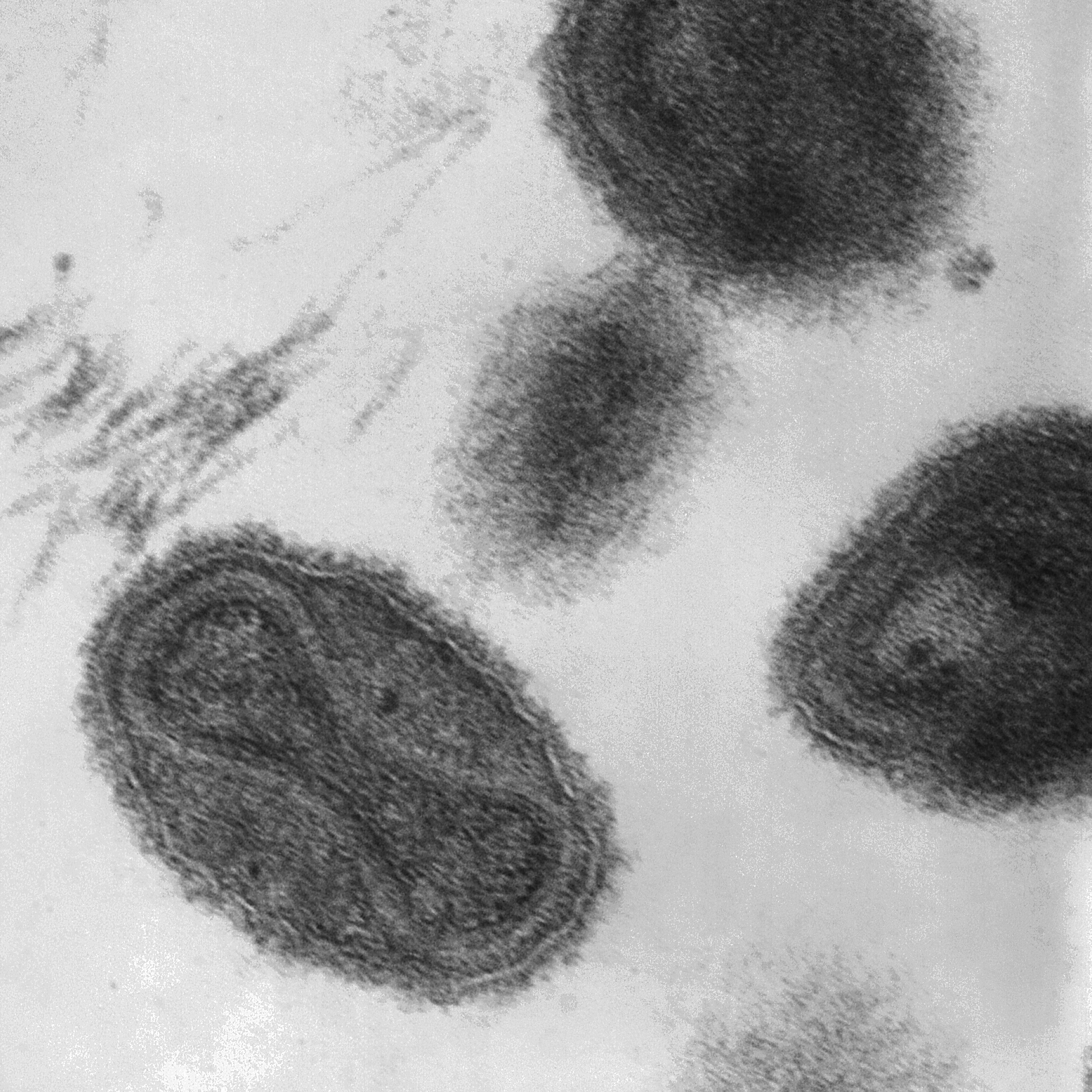
天然痘ウイルスの電子顕微鏡像

紀元前1000年頃にはすでにインドや中国では天然痘に罹患した子供は天然痘に2度罹患しないことが経験的に分かっていたという。記録に残されている最も古い人痘法による種痘の記述は15世紀の中国の書物に見つかっている。

## 日本での人痘法
「種痘」は、天然痘の自然流行に備えて、そのウィルスを予め人体に感染させ、抵抗力を準備させておくという療法で、今日でいう「免疫療法」のはしりである。
中国では、同じ考え方に基づいて、天然痘患者の「痘（おでき）」の膿汁や瘡蓋を治療の材料（「痘苗」と呼んだ。）に使った「人痘種痘法」（以下「人痘法」）が古来行われており、中国の古医書には、すでに「種痘」の用語があり、その手法説明の中に、「水苗種法」「旱苗種法」「痘苗」「選苗」「補種」などの表現が用いられており、種痘が植物の栽培と同じような観念で捉えられていたことを示す。
ちなみに、人痘法の時代から、「種」は「植」と同義で用いられ、「痘（おでき）を植えつける」という意味で「種痘」と表現されていたようだ。現に、後述する「牛痘種痘法」（以下「牛痘法」）について、昭和の半ば過ぎまでも「植え疱瘡」という呼び方があったことと符合する。また、その伝来当時には、「種痘」は「接痘」ともいわれていたが、それは、種痘の根拠説明について「庭木の接ぎ木の考え方に例えて、オランダ人が『接』を用いている」からだともされていた。今日常用される言葉、予防「接種」に繋がる表現である。
日本に人痘法が伝わったのは、中国の李仁山が延享元年（1744年）に長崎に来たことによる。
日本では、1790年に緒方春朔が、清の医学書『医宗金鑑』を基に独力で開発した。この種痘法はエドワード・ジェンナーの考案した牛痘を用いた方法ではなく、天然痘患者から採取した膿（痘痂）を使った方法（人痘法）であった。前述の『医宗金鑑』に記された種痘法は銀の管を使って粉末状にした痘痂を鼻へ吹き入れるというものであったが、春朔は確実性を増すためこの方法に改良を加え、木製のへらに盛った痘痂粉末を鼻孔から吸引させるという方法を考案した。春朔は6年間で1000人以上の子供に人痘法を行ったが、誰も死ななかった。

## 用語の区別（人痘法：Variolation vs. 牛痘法：Vaccination）
天然痘に対する種痘法の表現には混乱が生じることがある。人痘法（Variolation）も牛痘法（Vaccination）も天然痘を未然に防ぐという点で予防接種であることには変わりはないが、以下の理由から2つの用語を区別する必要がある。
まず、人痘法（Variolation）とは、本来、天然痘患者の膿や痂皮を天然痘未感染者に人工的に植付けることで、天然痘未感染者が天然痘ウイルスに対して免疫を獲得することを目的とした手法である。後の時代に予防接種を意味することになるVaccination（牛痘法）とは天然痘の予防という点で目的は同じであるが、天然痘未感染者に植付ける膿が「ヒト由来」か「ウシ由来」かで呼び方が異なる。すなわち、人痘法（Variolation）では「ヒト由来の物質」を使用したが、牛痘法（Vaccination）では「ウシ由来の物質」 を使用した。
つぎに、人痘法と牛痘法では、天然痘未感染者で免疫を惹起するためのウイルスの種類が異なる。人痘法では、オルソポックスウイルス（orthopoxvirus）に属する「痘瘡ウイルス」（Variola virus）が使用された。一方、牛痘法ではオルソポックスウイルスに属する「牛痘ウイルス」（Cowpox virus）が当初使用され、後にオルソポックスウイルスに属する「ワクチニアウイルス」（Vaccinia virus）が使用された。
Vaccination（牛痘法）という表現は、英国のエドワード・ジェンナー（Edward Jenner）が牛痘（牛痘ウイルスが原因で発症するウシの天然痘）を発症したウシから得た膿疱を天然痘未感染者に植付けることで、天然痘が発症しないことを確認して以降の1800年に用いられた造語である。ジェンナーは、ラテン語で「牛」を意味する「Vacca」から、ウシ由来の物質（膿）を「vaccine」と呼び、vaccineを天然痘未感染者に対して植付ける行為を「vaccination」と呼んだ。
なお、本来は「牛痘法」を意味していたVaccinationは後にあらゆる感染症に対する「予防接種」という意味で認識されるようになった。これは、フランスの生化学者・細菌学者であったルイ・パスツール（1822年12月27日 - 1895年9月28日）がエドワード・ジェンナーの功績を称え、あらゆる感染症に対して人工的に免疫を獲得する方法に「Vaccination」という表現をあてはめたことが理由である。

## 関連書物
- 『種痘伝来－日本の＜開国＞と知の国際ネットワーク』（著者：アン・ジャネッタ、訳者：廣川和花/木曾明子）
- 『天然痘予防に挑んだ秋月藩医緒方春朔』（著者：富田英壽）
- 『雪の花』（著者：吉村昭）